# Béchar (provins)
31°37′N 2°13′V / 31.62°N 2.22°V
Provinsen Béchar (arabisk: ولاية بشار, berbisk: ) er en af Algeriets 48 provinser. Administrationscenteret er Béchar.